# موآد مولر

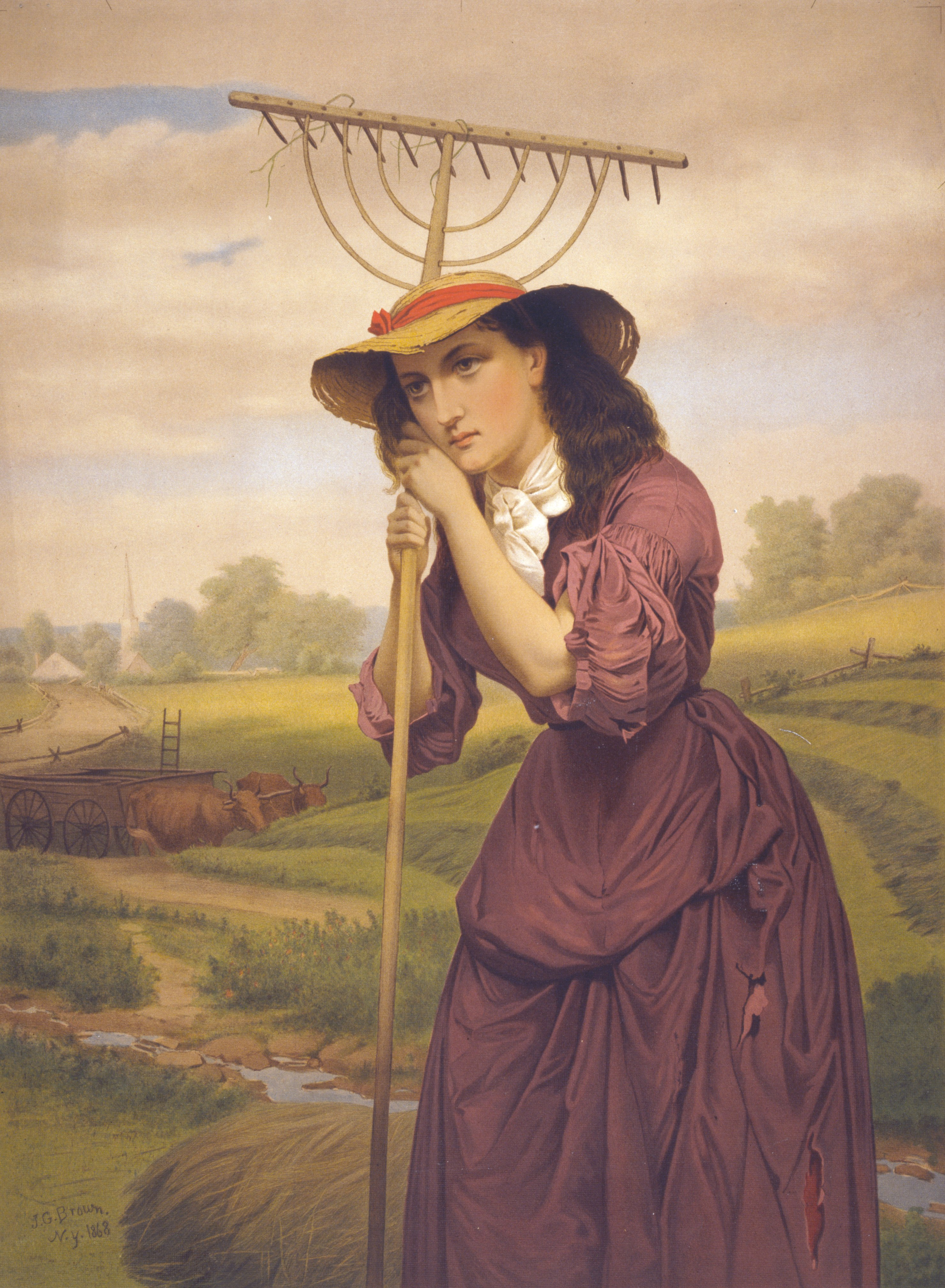
موآد مولر

موآد مولر نام شعری است که توسط جان گرینلیف ویتیر در سال ۱۸۵۶ نوشته شد. این شعر دربارهٔ دختر زیبایی به نام موآد مولر است. وی روزی هنگام برداشت محصول با قاضی شهری آشنا می‌شود. هردو به سوی هم جذب می‌شوند. قاضی با خود فکر می‌کند که با ازدواج با موآد تبدیل به کشاورزی محلی می‌شود، درحالیکه دختر در این اندیشه بود که همسر قاضی ثروتمندی خواهد شد. هیچ‌کدام این افکار را به زبان نیاوردند و هردو از آن گذشتند. قاضی با زن ثروتمندی ازدواج کرد که برای پول دلباخته وی بود. موآد مولر با کشاورزی بی سواد ازدواج کرد. هردو در سراسر طول عمرشان به روزی که باهم ملاقات کرده بودند می‌اندیشیدند و با حسرت در این فکر بودند که چه ممکن بود رخ دهد.
این شعر دربردارنده نقل قول معروفی است: غم انگیزترین کلمه‌هایی که تاکنون از زبان یا قلمی جاری شده این است: «ای کاش چنین بود.»